# منصور نمازي
منصور صديق نمازي (بالإنجليزية: Mansor Seddiq Namazi)‏؛ مواليد 31 مارس 1993 في جدة، السعودية، هو لاعب كرة قدم سعودي .

## مسيرة اللاعب
كانت بداياته مع الإتحاد أعاره الإتحاد إلى هجر في صيف 2015 و لعب مع هجر 7 مباريات وأعير بعدها إلى نادي الفيحاء ونادي القوس .

## الحياة الشخصية
منصور هو ابن عم اللاعب ريان صديق.

## روابط خارجية
- منصور نمازي على موقع قاعدة بيانات كرة القدم.إي يو (الإنجليزية)
- منصور نمازي على موقع Soccerway.com (الإنجليزية)